# PFN4
PFN4 (англ. Profilin family member 4) – білок, який кодується однойменним геном, розташованим у людей на 2-й хромосомі. Довжина поліпептидного ланцюга білка становить 129 амінокислот, а молекулярна маса — 14 319.
| 10         |  | 20         |  | 30         |  | 40         |  | 50         |
| ---------- |  | ---------- |  | ---------- |  | ---------- |  | ---------- |
| MSHLQSLLLD |  | TLLGTKHVDS |  | AALIKIQERS |  | LCVASPGFNV |  | TPSDVRTLVN |
| GFAKNPLQAR |  | REGLYFKGKD |  | YRCVRADEYS |  | LYAKNENTGV |  | VVVKTHLYLL |
| VATYTEGMYP |  | SICVEATESL |  | GDYLRKKGS  |  |            |  |            |

A: Аланін

C: Цистеїн

D: Аспарагінова кислота

E: Глутамінова кислота

F: Фенілаланін

G: Гліцин

H: Гістидин

I: Ізолейцин

K: Лізин

L: Лейцин

M: Метіонін

N: Аспарагін

P: Пролін

Q: Глутамін

R: Аргінін

S: Серин

T: Треонін

V: Валін

Білок має сайт для зв'язування з ліпідами. 
Локалізований у цитоплазмі, цитоскелеті.